# 北邮人BBS
北邮人BBS或称北邮人论坛，是北京邮电大学官方BBS，成立于2003年9月26日，创建站长为chit和seasir。是北京邮电大学校内最大的信息交流平台，同时在周边也具有较广的覆盖范围及固定的用户群体，在北京地区院校中拥有较高的知名度。
作为北京教育网三大核心节点之一（清华大学、北京大学、北京邮电大学），北邮的网络环境和网络使用率在全国高校中位处前列。截止2013年12月2日，北邮人论坛现有注册用户近40万，日均同时在线人数8000至10000人，最高在线人数20000多，Alexa综合排名1.5万左右。